# Míchova skála
Míchova skála je přírodní památka v Jihlavských vrších severovýchodně od vrcholu Javořice, nedaleko nad Velkým Pařezitým rybníkem, v katastrálním území obce Řásná v okrese Jihlava. Oblast spravuje Krajský úřad Kraje Vysočina. Důvodem ochrany je izolované žulové skalisko.

## Historie
Lokalita byla využívána horolezci jako cvičná skála. Avšak vzhledem k velké návštěvnosti a poškozování okolí skal byla na žádost vlastníka pozemku v roce 1997 zrušena výjimka povolující horolezeckou činnost na území PP.

## Geologie
Jedná se o osamocený skalní útvar na jižním svahu kóty 773 m n. m. západně od Velkého Pařezitého rybníka, s výměrou 0,2 ha. Je jedním z nejlépe zachovalých projevů tropického zvětrávání v třetihorách a následujícího obnažení a intenzivního mrazového zvětrávání granitu v periglaciálních podmínkách pleistocénu ve vrcholových partiích Jihlavských vrchů.
K vidění je zde komplex dvou skalisek s charakterem skalních věží a mrazových srubů. Skaliska jsou vysoká až 13 m; nejvyšší bod dosahuje výšky 783 m n. m. Na povrchu skal se nacházejí četné voštiny a skalní výklenky. Informační tabule popisuje vzhled vrcholových žulových lavic se zbytky skalních mís a odtokových žlábků a také malou puklinovou jeskyňku, která se nachází v jihozápadní části území. Dočtete se zde také, že na konvexních svazích jsou vyvinuta kamenná moře a hranáčové haldy.

## Flora
Ve skalních štěrbinách můžete narazit na ojediněle se vyskytující břízu bělokorou (Betula pendula) a jeřáb ptačí (Sorbus aucuparia). Tyto dřeviny doprovází vrbka úzkolistá (Epilobium angustifolium) a také mechorosty a lišejníky.

## Galerie

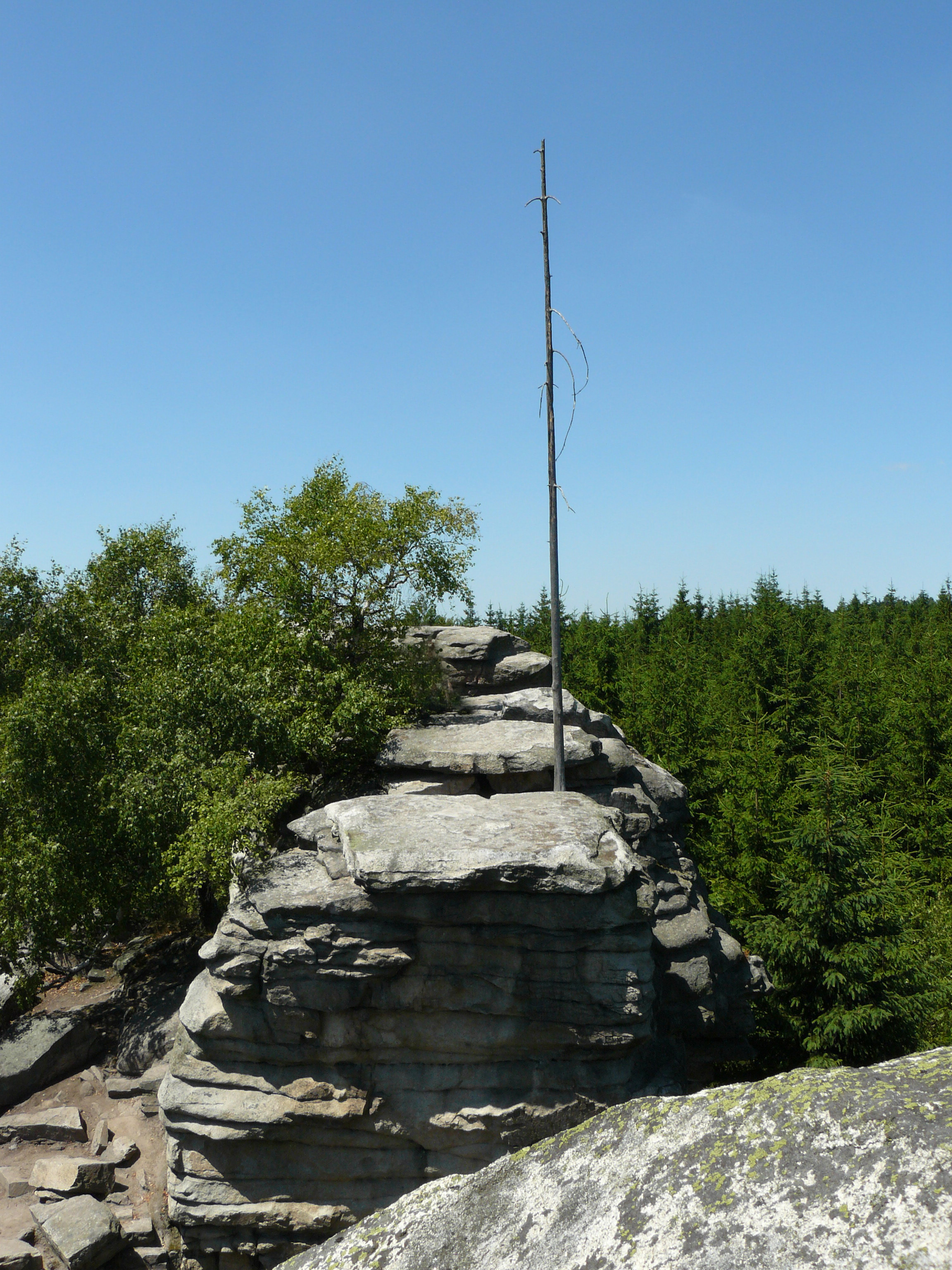
Pohled z jedné věže na druhou
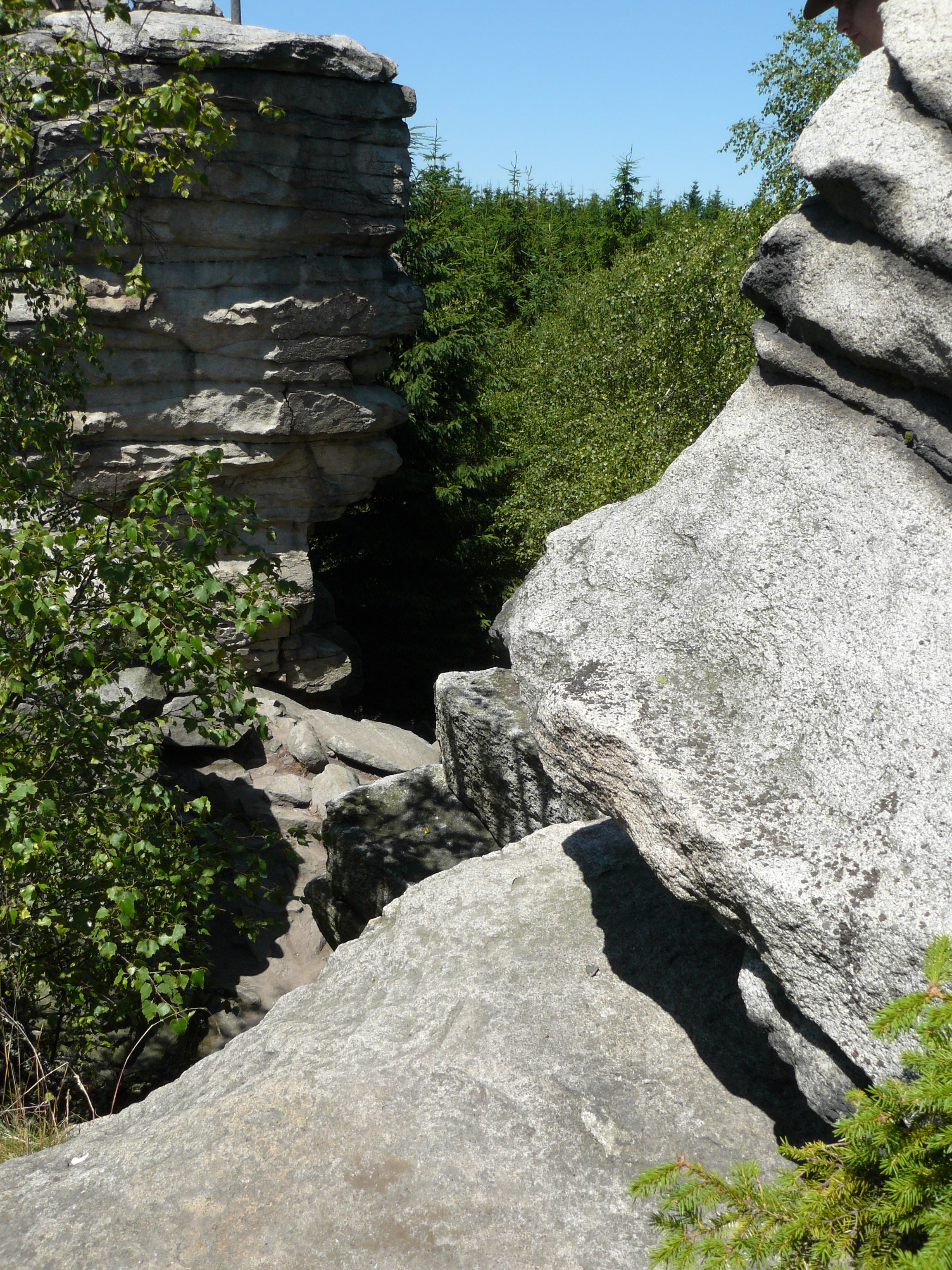
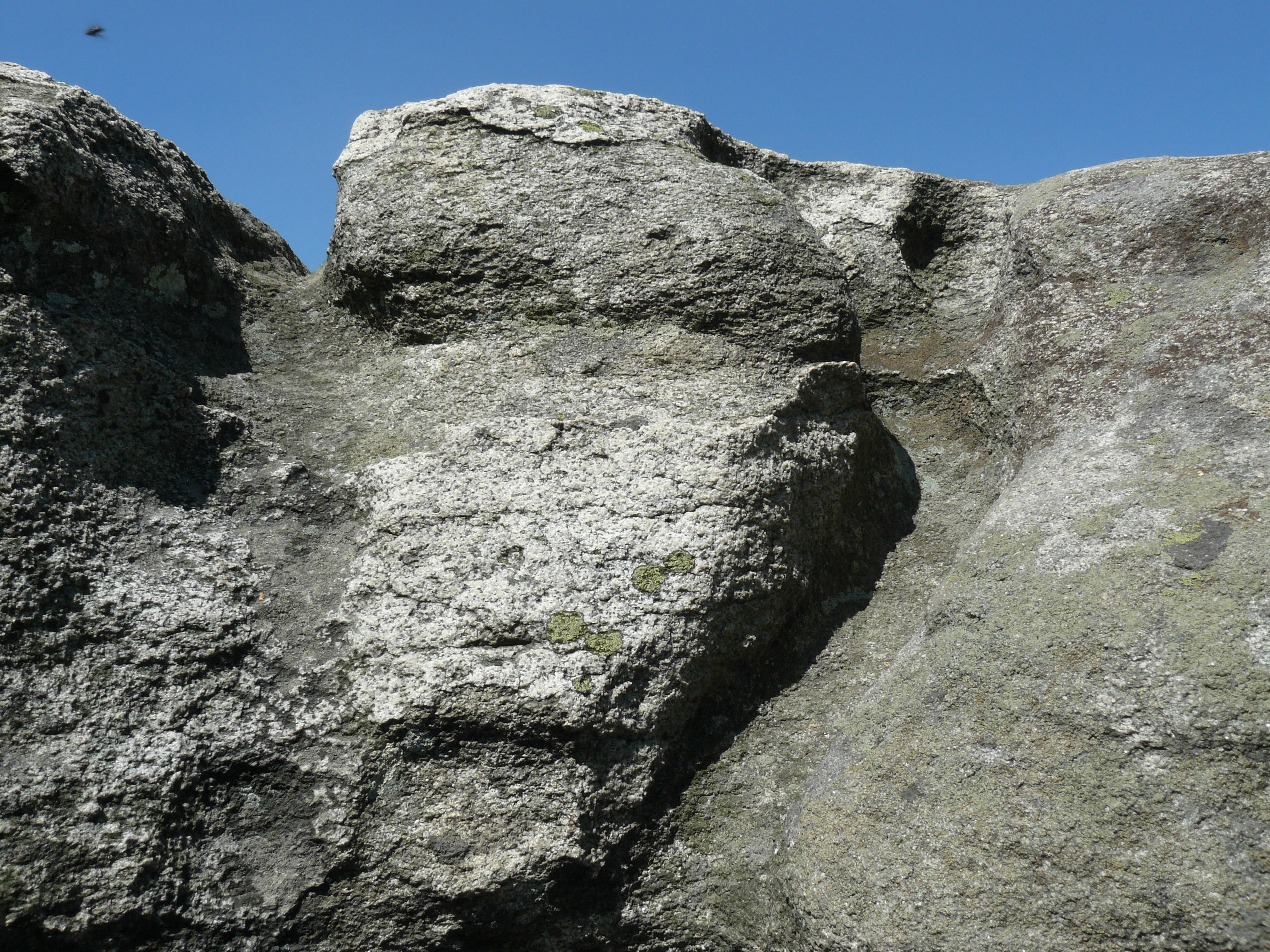
Odtokový žlábek (skalní tvar)
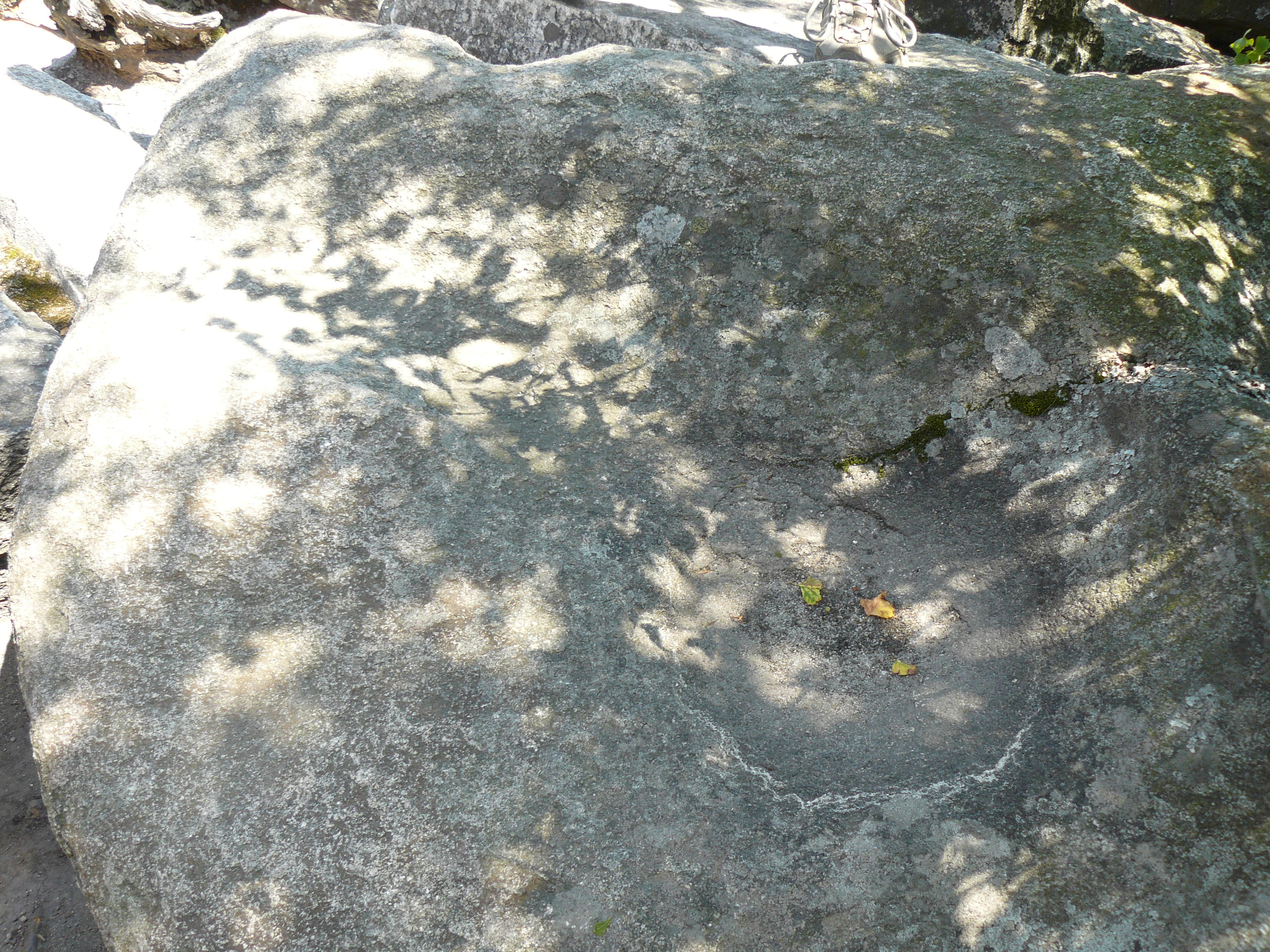
Mísa (skalní tvar)
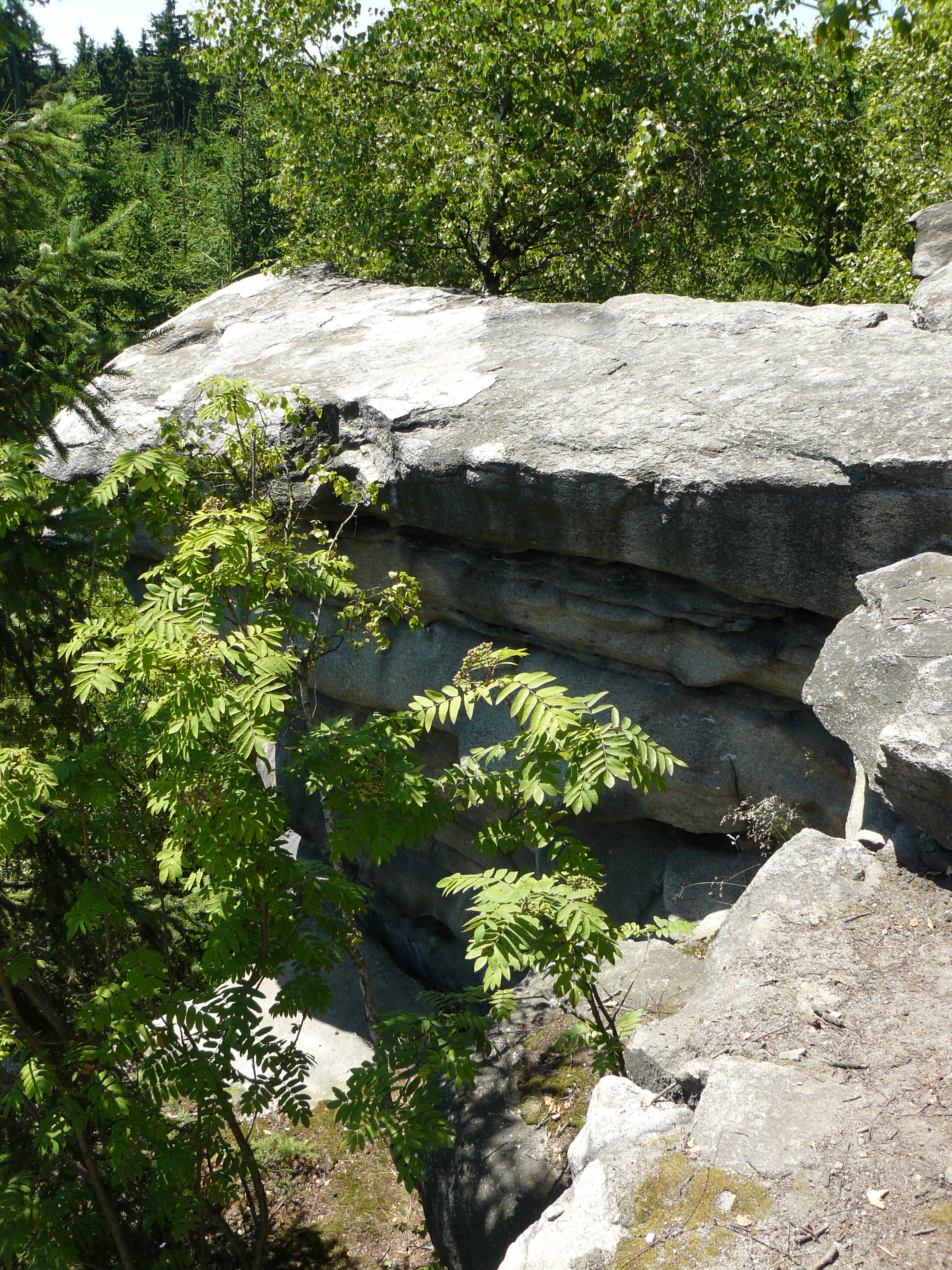
Ojedinělé dřeviny
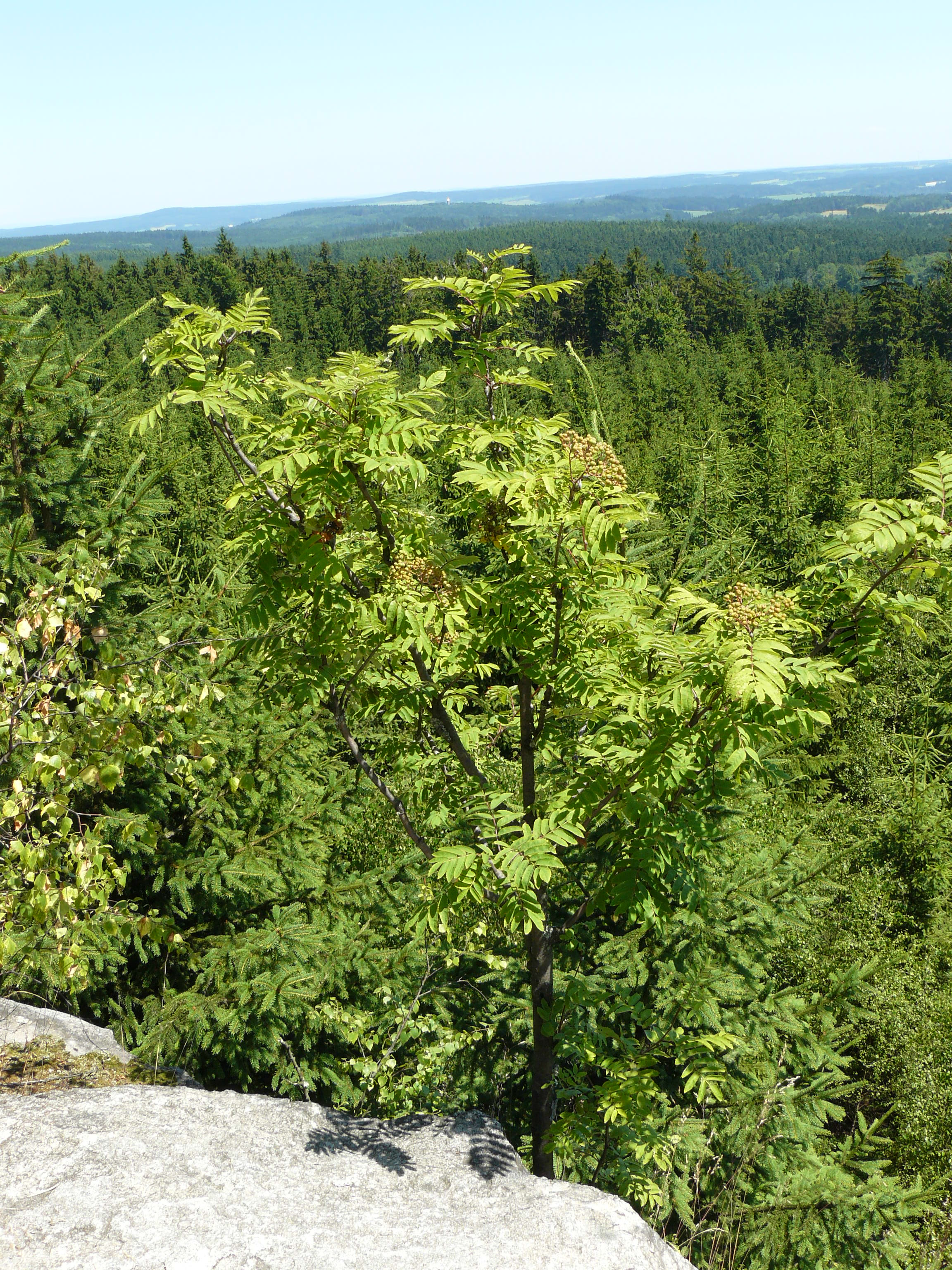
Sorbus
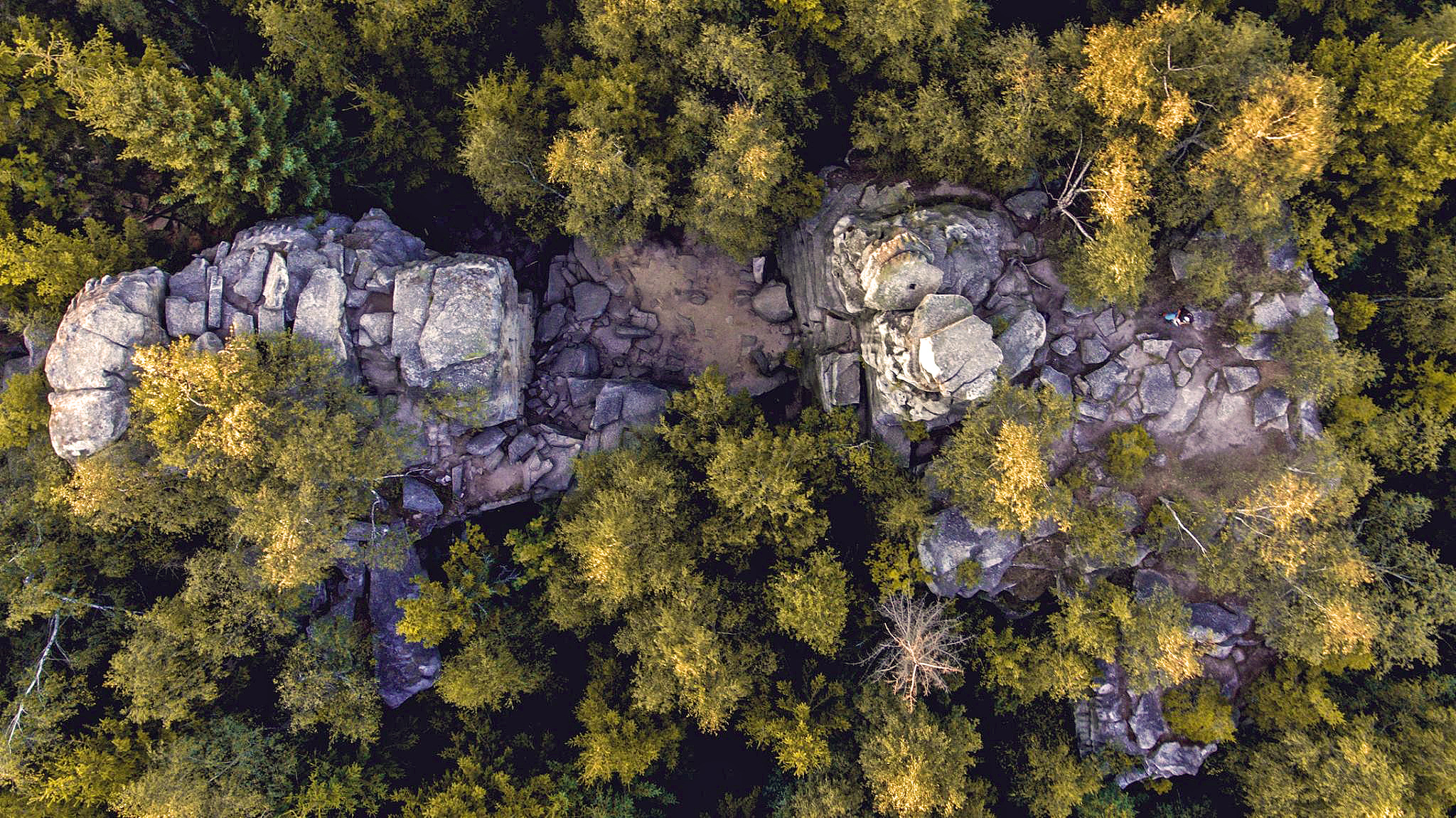
Pohled shora
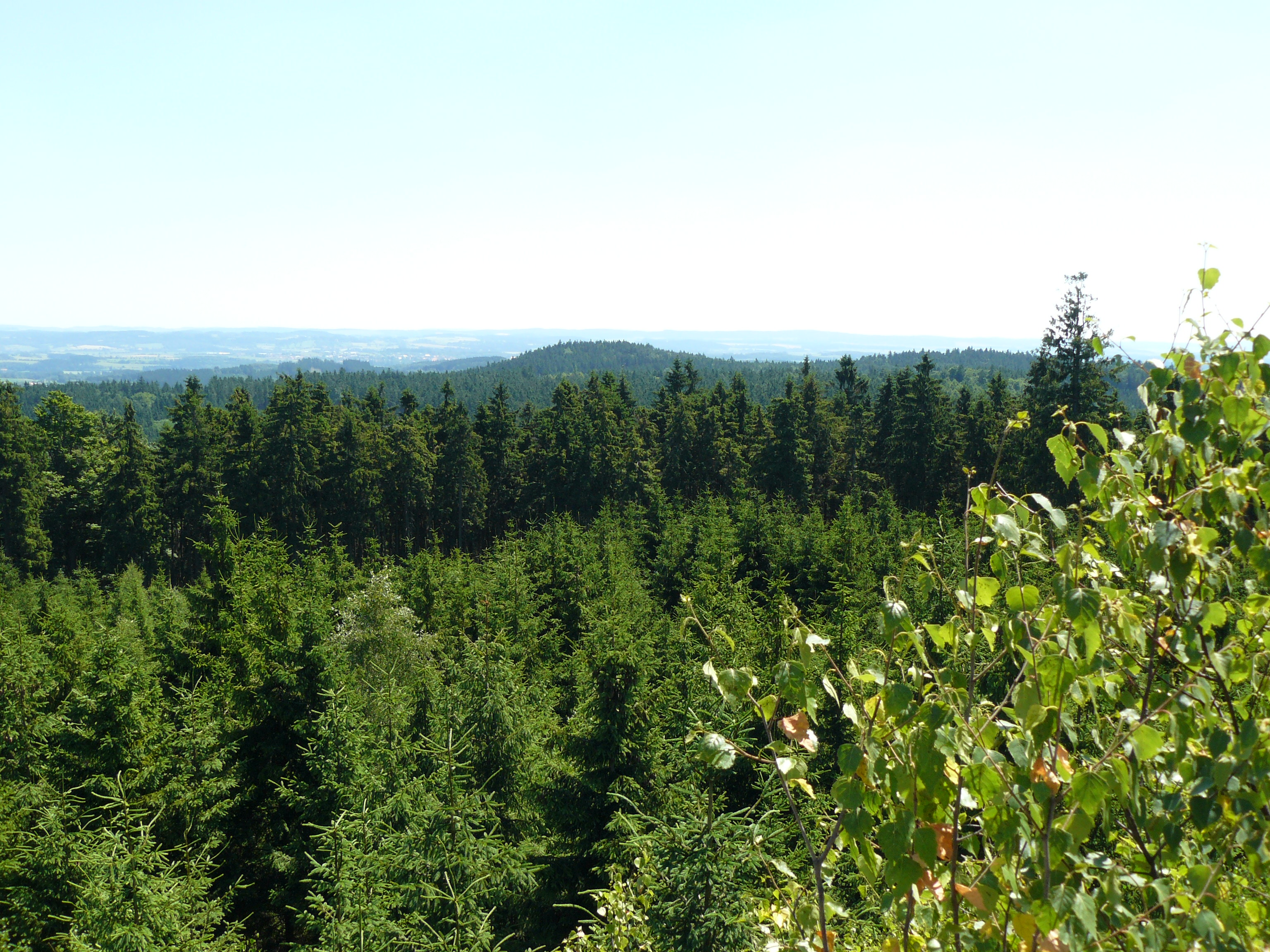
Výhled do okolí
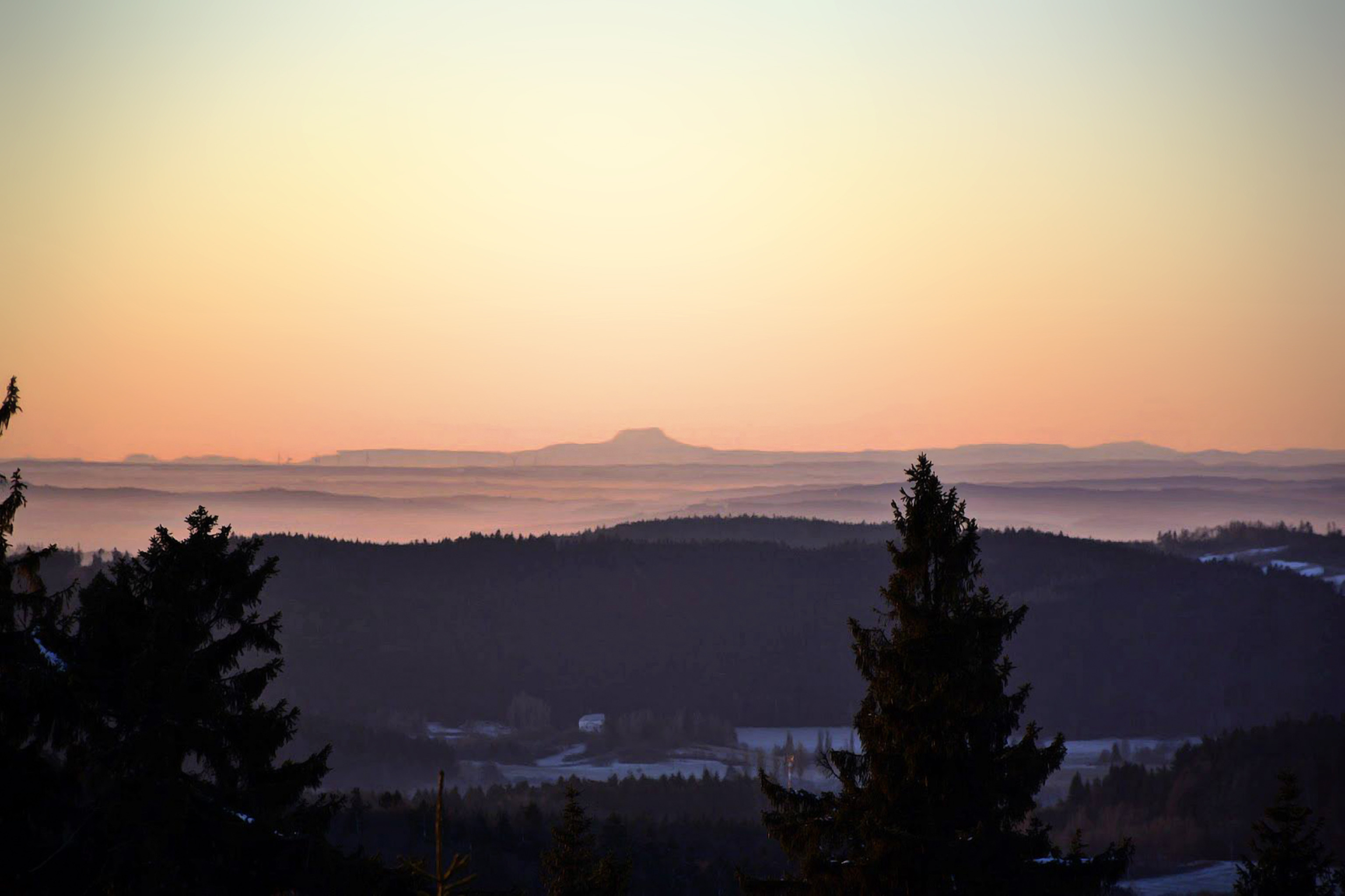
Výhled na rakouské Alpy

## Média
V červnu 2017 se na Míchově skále natáčely scény filmu Bajkeři.